# Bartomeu Marcé i Reixach
Bartomeu Marcé i Reixach (Barcelona, 25 d'agost de 1875 - Barcelona, 2 de febrer de 1964) fou un escultor i figurista català.
Fill de Jaume Marcé Galí i la Maria Reixach Maura. Va néixer al carrer Agustí Milà, 66 on visqué tota la seva vida. Tenia el taller escultòric al carrer Torrent del Dragó, 12 del barri de Sant Andreu, el taller i l'habitatge comunicaven per dins. Es va casar en primeres núpcies amb Josefa Sansa Pla, natural de Vic, el vint-i-dos de gener de 1900, es va quedar vidu després de la Guerra Civil. Es va tornar a casar el 18 de maig de 1946 amb Eulàlia Vilasaró Ventura. Fou mestre d'artesans i escultors, a l'Escola Lliure Provincial d'Arts i Oficis, com per exemple Domènec Umbert Vilasaró, cosí de la seva segona dona.
Les figures de pessebre de Bartomeu Marcé tenen un marcat estil orientalitzant, molt ric i fastuós, a la manera del gran escultor i pessebrista Domènec Talarn. Les seves figures són inconfusibles, amb rostres expressius i un gran dinamisme gestual, accentuat pel moviment de la indumentària. Marcé realitzava les figures amb fang i motlles, per a després, encara amb el fang fresc, retocar-les delicadament amb la tècnica del “palillo”, que consisteix en remarcar expressions, afinar o afegir detalls i elements, mitjançant eines molt fines com per exemple, escuradents o espàtules. Un cop cuites, les enllestia amb una policromia lluminosa i plena de color. Enllaça l'estil del barroquisme orientalitzant del segle xix amb l'expressionisme pictòric dels nous corrents artístics europeus.